# Ясін Луаті
Ясін Луаті (4 березня 1992 , Туркуен ) — французький волейболіст, олімпійський чемпіон 2020 року.

## Титули та досягнення
За збірну
- Олімпійський чемпіон 2020 року
- Срібний призер Ліги націй 2018 року
- Бронзовий призер Ліги націй 2021 року

Клубні
 Шамонт Волейбол 52:
- Володар Суперкубку Франції (1): 2017/18
- Срібний призер чемпіонату Франції (2): 2017,2018

 Ястшембський Венґель
- Чемпіон Польщі (1): 2020/21